# 戈登 (內布拉斯加州)
戈登（英語：Gordon）是位於美國內布拉斯加州謝里敦縣的城市。

## 人口
根據2020年美國人口普查的數據，戈登的面積為2.41平方千米，皆為陸地。當地共有人口1504人，而人口密度為每平方千米624人。